# Cyrill-Methodius-Verein

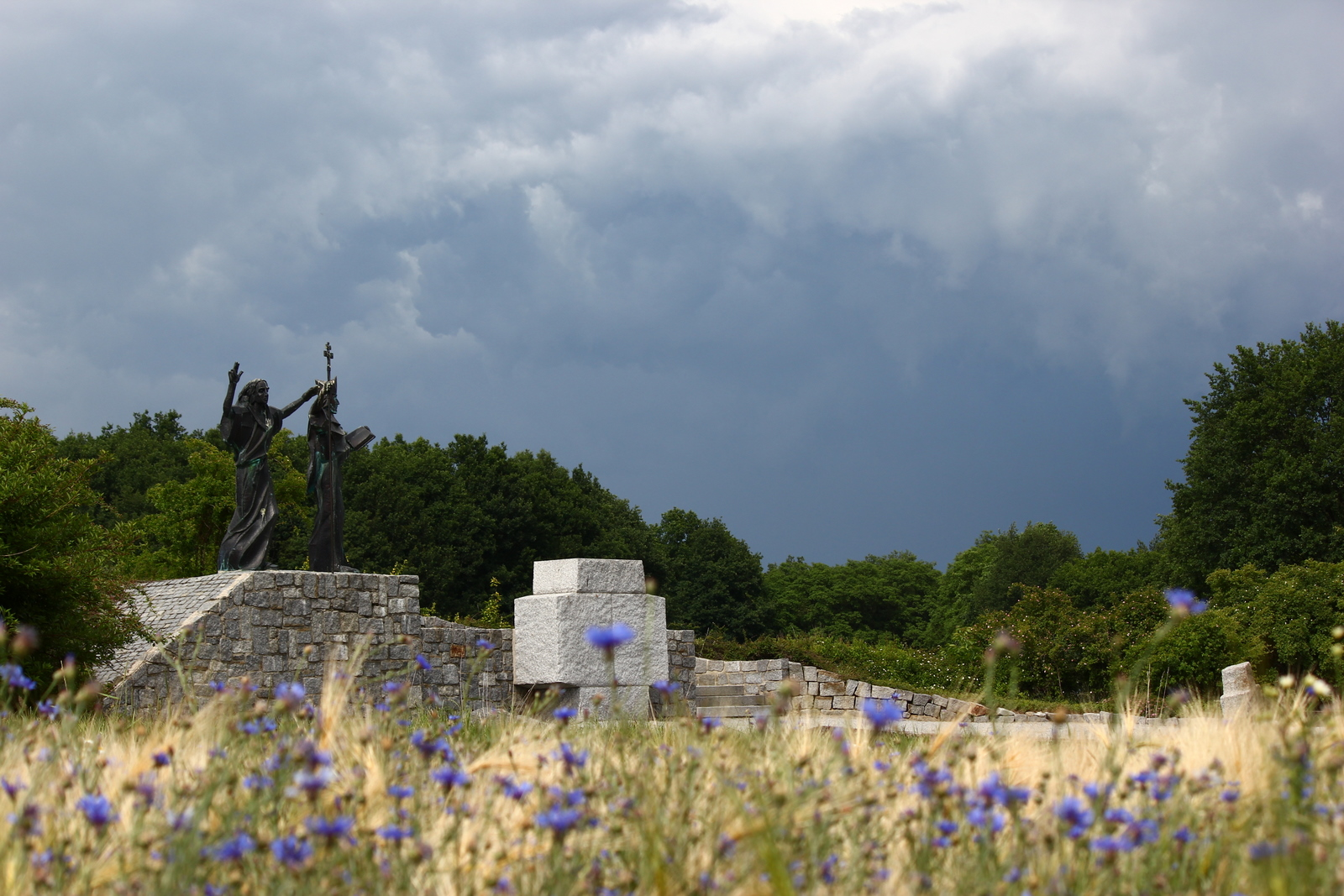
Das auf Initiative des TCM erbaute Millenniumsdenkmal mit den „Slawenaposteln“ Kyrill und Methodius bei Strohschütz, unweit von Bautzen

Der Cyrill-Methodius-Verein e. V. (obersorbisch Towarstwo Cyrila a Metoda z. t.ⓘ, Abkürzung TCM) ist einer der mitgliederstärksten sorbischen Vereine und ansässig in Bautzen. Die 1862 begründete Vereinigung ist ein Zusammenschluss katholischer Sorben; Vereinsziele sind die Verbreitung des christlichen Glaubens im sorbischen Volk, die Vertretung sorbischer Interessen innerhalb der katholischen Kirche und die Förderung der Kultur des kleinsten slawischen Volkes. Der Verein ist Mitglied der Domowina, des Dachverbandes sorbischer Vereine und Vereinigungen.

## Organisationsstruktur
Der Verein hat persönliche und korporative Mitglieder. Zugehörige Korporationen führen für jedes ihrer Einzelmitglieder auch einen Beitrag an den TCM ab. Im Jahr 2007 gehörten folgende Organisationen zum TCM: Der sorbische Verein der Pfarrgemeinde Wittichenau Bratrowstwo, der Kirchenchor Crostwitz, der Singverein der Pfarrei Ralbitz Lilija, der Sportverein Crostwitz und die sorbischen Pfadfinder.
Für die unterschiedlichen Aktivitäten des Vereins wurden mehrere Sektionen gebildet. Außer den bereits genannten Korporationen gibt es eine Sektion Musik und eine Sektion Religiöses Schrifttum. Letztere gibt u. a. die sorbische Kirchenzeitung Katolski Posoł heraus. Eine eigene Sektion bildet auch das international aktive Hilfswerk Die Lausitz hilft, das seit 1990 bevorzugt notleidende Menschen in Osteuropa unterstützt.
Vorsitzender ist seit 2022 Kyril Hantschick (sorb. Cyril Hančik). Im Bundesvorstand (2021–2025) des sorbischen Dachverbands Domowina wird der Verein von Maria Michalk (sorb. Marja Michałkowa) vertreten.

## Vereinsgeschichte
Inspiriert von der cyrillo-methodianischen Bewegung bei den katholischen Tschechen, die 1862 im mährischen Velehrad den 1000. Jahrestag der Ankunft der Slawenapostel Cyrill und Method im Großmährischen Reich begingen, gründete Pfarrer Michał Hórnik mit einigen Gleichgesinnten am 13. Dezember 1862 den Sankt-Cyrill-Methodius-Verein. Damals glaubte man, dass die mährische Mission bis in die Lausitz ausgestrahlt habe und die Sorben somit durch Cyrill und Method zum Christentum gekommen seien. Auf dieser Grundlage begriffen sich die katholischen Sorben als Teil der großen christlichen slawischen Völkerfamilie. Auch wenn sich später herausstellte, dass die Sorben durch das Bistum Meißen missioniert wurden, hielt man an der Cyrill-und-Methodius-Verehrung fest, und drückte auf diese Weise die Verbundenheit mit den anderen slawischen Völkern aus.
Das Hauptziel des Vereins war von Beginn an die Publikation katholischen Schrifttums in sorbischer Sprache. Schon im Januar 1863 erschien die erste Nummer der Kirchenzeitung Katolski Posoł. Daneben gab der Verein Gebetbücher und verschiedene Einzelschriften mit religiösem Inhalt sowie den Buchkalender Krajan heraus.
Politisch stand der TCM im wilhelminischen Kaiserreich dem katholischen Zentrum nahe. Regelmäßig rief der Posoł vor 1918 zur Wahl der Zentrumskandidaten auf und er unterstützte im Kulturkampf die Politik des Zentrums gegen Bismarck. Die konservative Grundhaltung des Vereins wurde maßgeblich durch seine Vorsitzenden geprägt, die stets aus dem Kreis der sorbischen Geistlichen kamen, die dem Bautzener Domkapitel angehörten.
Bald nach seiner Gründung kooperierte der TCM auch mit der überkonfessionellen wissenschaftlichen Vereinigung der Sorben, der Maćica Serbska. In den 90er Jahren des 19. Jahrhunderts gründete der TCM eine eigene Druckerei, die später im 1904 erbauten Wendischen Haus am Lauengraben in Bautzen beheimatet war.
Im Konflikt eines Teils der katholischen Sorben mit dem Meißener Bischof Christian Schreiber versuchte die Führung des TCM in den Jahren 1923–1929 eine vermittelnde und mäßigende Position einzunehmen.
Seit 1933 geriet der Verein unter Druck durch die Nationalsozialisten, die auf ein Verbot des sorbischen Vereins hinarbeiteten. Dieses wurde 1937 erlassen und trat 1939 in Kraft, wobei die Nazis die vereinseigene Druckerei und das Vereinsvermögen enteigneten. Als letztes sorbischsprachiges Blatt wurde der Katolski Posoł im Juli 1939 verboten.
Nach dem Zweiten Weltkrieg verweigerten die sowjetische Besatzungsmacht und das sozialistische Regime der DDR die Wiederzulassung des Cyrill-Methodius-Vereins. Nur der Katolski Posoł konnte ab 1950 wieder erscheinen. Als Lizenznehmer und Herausgeber trat die katholische Kirche an die Stelle des Vereins. Um das Verbot privater Vereine in der DDR zu umgehen, wurde 1985 das Cyrill-Methodius-Werk (sorbisch: Zjednoćenstwo Cyrila a Metoda) als bischöfliches Werk im Bistum Dresden-Meißen gegründet. Das Werk sollte dazu dienen, sorbische Laien im Geist des Zweiten Vatikanischen Konzils stärker in die pastorale Arbeit einzubeziehen.
Nach der politischen Wende wurde der TCM schließlich im Januar 1991 wieder als unabhängiger Verein gegründet.
Etwa zur gleichen Zeit begannen die Hilfsaktionen des Vereins für notleidende Menschen in Osteuropa; diese Hilfs- und Spendenaktionen konzentrieren sich seit 1995 vor allem auf Bosnien. Im Januar 2000 wurde der Sportverein Crostwitz (sorb. Sportowa jednotka Chrósćicy) als selbstständiger Verein im TCM gegründet.